# Nike (ime)
Nike je žensko osebno ime.

## Izvor imena
Ime Nike je različica ženskega osebnega imena Nikolaja, lahko pa je ime prevzeto po boginji Nike iz grške mitologije.

## Pogostost imena
Po podatkih Statističnega urada Republike Slovenije je bilo na dan 31. decembra 2007 v Sloveniji število ženskih oseb z imenom Nike: 43.

## Osebni praznik
Osebe z imenom Nike lahko godujejo takrat kot osebe z imenom Nikolaja.